# Gallinago paraguaiae
Il beccacino del Paraguay (Gallinago paraguaiae (Vieillot, 1816)) è un uccello della famiglia degli Scolopacidae dell'ordine dei Charadriiformes.

## Sistematica
Gallinago paraguaiae ha due sottospecie:
- G. paraguaiae magellanica
- G. paraguaiae paraguaiae

## Distribuzione e habitat
Questo uccello vive in tutto il Sud America, compresi Trinidad e Tobago, Isole Falkland, Georgia del Sud e Sandwich Australi.